# Platypolyzoon investigatoris
Platypolyzoon investigatoris är en mossdjursart som beskrevs av Annandale 1912. Platypolyzoon investigatoris ingår i släktet Platypolyzoon och familjen Nolellidae. Inga underarter finns listade i Catalogue of Life.